# 消去 (心理学)
心理学における消去（しょうきょ、Extinction）とは、オペラント条件づけと古典的条件づけの両方で起こる事象である。条件付けによって以前強化されていたオペラント行動が、もはや強化されなくなったとき、強化された行動の頻度は徐々に減少していく 。
古典的条件づけでは、条件づけられた刺激が単独で与えられ、もはや無条件刺激を予測しなくなったとき、徐々に条件反応は起こらなくなる。たとえばパブロフの犬は、メトロノームの音で唾液を分泌するよう条件付けられた後、メトロノームが繰り返し鳴っても食べ物が与えられないでいると、最終的にはメトロノームに応じて唾液は分泌しなくなった。
心的外傷後ストレス障害のような多くの不安障害は、少なくとも部分的には、条件付き恐怖の消去がなされていないことに起因すると考えられている。

## オペラント条件づけ
|          |          |          |          |          |          |      |      |          |          |          |          | オペラント条件づけ | オペラント条件づけ | オペラント条件づけ | オペラント条件づけ | オペラント条件づけ | オペラント条件づけ |          |          |          |          |      |      |          |          | 消去     | 消去     | 消去     | 消去     | 消去 | 消去 |  |  |  |  |  |  |  |  |
|          |          |          |          |          |          |      |      |          |          |          |          | オペラント条件づけ | オペラント条件づけ | オペラント条件づけ | オペラント条件づけ | オペラント条件づけ | オペラント条件づけ |          |          |          |          |      |      |          |          | 消去     | 消去     | 消去     | 消去     | 消去 | 消去 |  |  |  |  |  |  |  |  |
|          |          |          |          |          |          |      |      |          |          |          |          |                    |                    |                    |                    |                    |                    |          |          |          |          |      |      |          |          |          |          |          |          |      |      |  |  |  |  |  |  |  |  |
|          |          |          |          | 強化     | 強化     | 強化 | 強化 | 強化     | 強化     |          |          |                    |                    |                    |                    |                    |                    | 弱化     | 弱化     | 弱化     | 弱化     | 弱化 | 弱化 |          |          |          |          |          |          |      |      |  |  |  |  |  |  |  |  |
|          |          |          |          | 強化     | 強化     | 強化 | 強化 | 強化     | 強化     |          |          |                    |                    |                    |                    |                    |                    | 弱化     | 弱化     | 弱化     | 弱化     | 弱化 | 弱化 |          |          |          |          |          |          |      |      |  |  |  |  |  |  |  |  |
|          |          |          |          |          |          |      |      |          |          |          |          |                    |                    |                    |                    |                    |                    |          |          |          |          |      |      |          |          |          |          |          |          |      |      |  |  |  |  |  |  |  |  |
| 正の強化 | 正の強化 | 正の強化 | 正の強化 | 正の強化 | 正の強化 |      |      | 負の強化 | 負の強化 | 負の強化 | 負の強化 | 負の強化           | 負の強化           |                    |                    | 正の弱化           | 正の弱化           | 正の弱化 | 正の弱化 | 正の弱化 | 正の弱化 |      |      | 負の弱化 | 負の弱化 | 負の弱化 | 負の弱化 | 負の弱化 | 負の弱化 |      |      |  |  |  |  |  |  |  |  |
| 正の強化 | 正の強化 | 正の強化 | 正の強化 | 正の強化 | 正の強化 |      |      | 負の強化 | 負の強化 | 負の強化 | 負の強化 | 負の強化           | 負の強化           |                    |                    | 正の弱化           | 正の弱化           | 正の弱化 | 正の弱化 | 正の弱化 | 正の弱化 |      |      | 負の弱化 | 負の弱化 | 負の弱化 | 負の弱化 | 負の弱化 | 負の弱化 |      |      |  |  |  |  |  |  |  |  |
|          |          |          |          |          |          |      |      |          |          |          |          |                    |                    |                    |                    |                    |                    |          |          |          |          |      |      |          |          |          |          |          |          |      |      |  |  |  |  |  |  |  |  |
|          |          |          |          | 逃避     | 逃避     | 逃避 | 逃避 | 逃避     | 逃避     |          |          | 回避               | 回避               | 回避               | 回避               | 回避               | 回避               |          |          |          |          |      |      |          |          |          |          |          |          |      |      |  |  |  |  |  |  |  |  |

オペラント条件づけパラダイムにおいて消去とは、それまで行動を維持していた強化刺激が、一切提供されなくなった事態である。
オペラント消去は、もはや行動が自発しなくなったとき、行動の強さが減少する忘却とは異なっている。たとえば、机の上に登る子どもは、それが周囲の注意をひくという反応により強化さた行動であるため、
周囲が無視で対応し始めたことで徐々にそのような行動をとらなくなる。スキナーの自伝では、消去は、彼の装置が誤って誤作動を起こしていたことで、オペラント反応が消去されることを発見したと記している。

### 消去バースト
消去は時間をかけて一貫して行うならば、望ましくない行動を最終的には減少させることができる。短期的には被験者は消去バースト（extinction burst, 消去抵抗とも）を示す可能性がある。消去バーストは消去過程が始まったばかりのときにしばしば起こる。これは通常、応答頻度の突然の一時的な増加と、それに続く強化された行動の最終的な減少、そして消去といった経過をたどる。新規の行動、感情的反応、積極的行動なども起こり得る。
例として、スイッチを押すよう強化されたハトを取り上げる。訓練では、鳩がボタンを押すたびに、強化子として少量のエサを受け取るとする。そのためハトは、空腹になるとボタンを押してエサを受け取るようになる。しかし装置がオフになっていると、空腹のハトは、前回と同じようにボタンを押そうとする。それでエサが出てこないときは、ハトはもう一度行動をやり直すだろう。狂ったような行動の後、ボタンを押しても結果をもたらさないと分かると、ハトのボタン押し頻度は減少していくだろう。